# Каунсіл-Гроув (Канзас)
Каунсіл-Гроув (англ. Council Grove) — місто (англ. city) в США, в окрузі Морріс штату Канзас. Населення — 2140 осіб (2020).

## Географія
Каунсіл-Гроув розташований за координатами 38°39′47″ пн. ш. 96°29′30″ зх. д. / 38.66306° пн. ш. 96.49167° зх. д. (38.663149, -96.491782).  За даними Бюро перепису населення США в 2010 році місто мало площу 5,20 км², з яких 5,16 км² — суходіл та 0,04 км² — водойми.

## Демографія
Згідно з переписом 2010 року, у місті мешкали 2182 особи в 991 домогосподарстві у складі 565 родин. Густота населення становила 420 осіб/км².  Було 1107 помешкань (213/км²).
Расовий склад населення:
| - 95,8 % — білих - 0,4 % — чорних або афроамериканців - 0,2 % — корінних американців - 0,2 % — азіатів - 1,9 % — осіб інших рас |

До двох чи більше рас належало 1,6 %. Частка іспаномовних становила 6,0 % від усіх жителів.
За віковим діапазоном населення розподілялося таким чином: 21,7 % — особи молодші 18 років, 53,9 % — особи у віці 18—64 років, 24,4 % — особи у віці 65 років та старші. Медіана віку мешканця становила 45,9 року. На 100 осіб жіночої статі у місті припадало 88,1 чоловіків;  на 100 жінок у віці від 18 років та старших — 80,0 чоловіків також старших 18 років.
Середній дохід на одне домашнє господарство  становив 47 293 долари США (медіана — 36 154), а середній дохід на одну сім'ю — 59 597 доларів (медіана — 48 750). Медіана доходів становила 36 723 долари для чоловіків та 25 114 долари для жінок. За межею бідності перебувало 10,6 % осіб, у тому числі 8,8 % дітей у віці до 18 років та 5,2 % осіб у віці 65 років та старших.
Цивільне працевлаштоване населення становило 1109 осіб. Основні галузі зайнятості: освіта, охорона здоров'я та соціальна допомога — 23,2 %, виробництво — 11,1 %, будівництво — 10,1 %, роздрібна торгівля — 9,8 %.